# Mark Levinson
Cet article possède un paronyme, voir Marc Lévy (homonymie).
 (février 2017).
Si vous disposez d'ouvrages ou d'articles de référence ou si vous connaissez des sites web de qualité traitant du thème abordé ici, merci de compléter l'article en donnant les références utiles à sa vérifiabilité et en les liant à la section « Notes et références ».
Mark Levinson  est une marque spécialisée dans les composants Hi-Fi haut de gamme.
La société a été fondée en 1972 par Mark Levinson, sous le nom Mark Levinson Audio Systems (MLAS). Au milieu des années 1980, à cause de problèmes économiques, il fut forcé de vendre la marque aux Madrigal Audio Laboratories. Aujourd'hui, la société appartient au groupe Harman International Industries, et développe également des systèmes Hi-Fi pour voiture (Lexus).
Ses premiers produits furent vendus et commercialisés sous son propre nom ainsi que sous le nom de Cello, redéfini plus tard sous le nom de Red Rose Music.[réf. nécessaire]. L'un des premiers et principaux produits de Mark Levinson fut le pré-amplificateur LNP-2, réalisé en très faible quantité. Ce produit est jusqu'à présent un modèle de référence selon trois potentiomètres Penny-&-Giles.[réf. souhaitée]